# Streptavidin
Streptavidin je protein sa masom 60  koji se dobija iz bakterije Streptomyces avidinii. Streptavidinski homotetrameri imaju izuzetno visok afinitet za biotin (vitamin B7). Sa konstantom disocijacije reda veličine ≈10−14 , vezivanje biotina za streptavidin je jedna od najjačih nekovalentnih interakcija poznatih u prirodi. Streptavidin se ekstenzivno koristi u molekularnoj biologiji i bionanotehnologiji usled otpornosti streptavidin-biotin kompleksa na organske rastvarače, denaturante (npr. gvanidinijum hlorid), deterdžente (npr. SDS, Triton), proteolitičke enzime, i ekstremne temperature i pH.

## Structura
Kristalna struktura streptavidina sa vezanim biotinom je prvi put rešena 1989, dok je februara 2012. Proteinska baza podataka sadržala 135 struktura ovog proteina.

## Literatura
- Hutchens, T. W.; Porath, J. O. (1987). „Protein recognition of immobilized ligands: promotion of selective adsorption”. Clinical Chemistry. 33 (9): 1502—8. PMID 3621554. Архивирано из оригинала 05. 01. 2005. г. Приступљено 13. 06. 2012.
- Chodosh, Lewis A.; Buratowski, Stephen (2001). „Purification of DNA-Binding Proteins Using Biotin/Streptavidin Affinity Systems”. Current Protocols in Protein Science. 9.7.1—9.7.13. ISBN 978-0-471-14086-3. doi:10.1002/0471140864.ps0907s12.
- Zimmermann, Ralf M.; Cox, Edward C (1994). „DNA stretching on functionalized gold surfaces”. Nucleic Acids Research. 22 (3): 492—7. PMC 523609 . PMID 8127690. doi:10.1093/nar/22.3.492.

## Spoljašnje veze
- rekord za prekurzor streptavidina iz
- Streptavidin на 